# Xupa
Xupa (Shupa) és el nom que els urartians i assiris donaren a la regió al nord del Inziti i/o Alzi, més tard anomenada Dzophq o Armènia Sofene.